# Krebsbachtal bei Kaichen

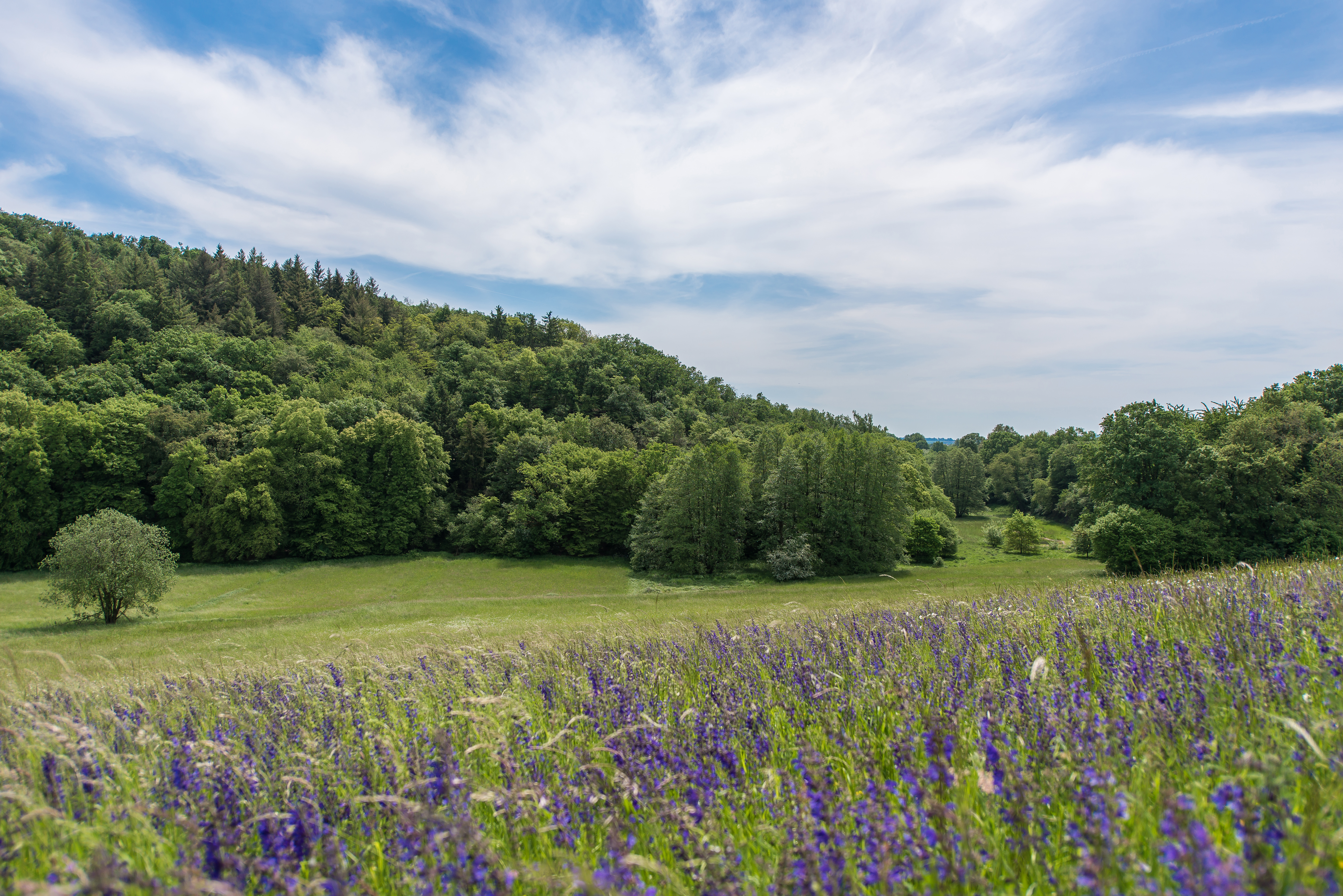
Das Krebsbachtal im Frühling

Das Krebsbachtal bei Kaichen ist ein 34 ha großes Naturschutzgebiet im Main-Kinzig-Kreis in Hessen. Am 12. August 1988 wurde die Verordnung über das Naturschutzgebiet „Krebsbachtal bei Kaichen“, zwischen der Gemarkung Kaichen der Stadt Niddatal, Wetteraukreis und den Gemarkungen Heldenbergen und Erbstadt der Stadt Nidderau, erlassen. Die Schaffung des Naturschutzgebietes verfolgte das Ziel, „die landschaftliche Schönheit des Krebsbachtales mit seinem für diese Region einzigartigen Strukturreichtum an Magerrasen, Naß- und Feuchtwiesen, Heckenzügen, Streuobstwiesen und artenreichen Waldgesellschaften auf Dauer als Lebensraum für seltene Tier- und Pflanzenarten zu sichern und zu erhalten“.

## Geografie
Das „Krebsbachtal bei Kaichen“ liegt zwischen den drei Ortschaften Erbstadt und Heldenbergen Stadt Nidderau und Kaichen Stadt Niddatal. Durch das Tal fließt der Krebsbach. Er entspringt im Hessenwald bei Niddatal und Altenstadt und mündet bei Nidderau in den Fluss „Nidder“. Entlang des Krebsbachtales erstreckt sich der Hainwald.
Am Ufer entlang des Krebsbaches finden sich vereinzelt alte Grenzsteine. Sie stammen aus vergangener Zeit und deuten auf eine alte Landesgrenze hin. Die eingeschlagenen Buchstaben „KP“ und „GH“ bedeuten: Das Gebiet zum Wald hin gehörte einst zum Königreich Preußen (bis 1866 Kurfürstentum Hessen), die gegenüberliegende Seite zum Großherzogtum Hessen.

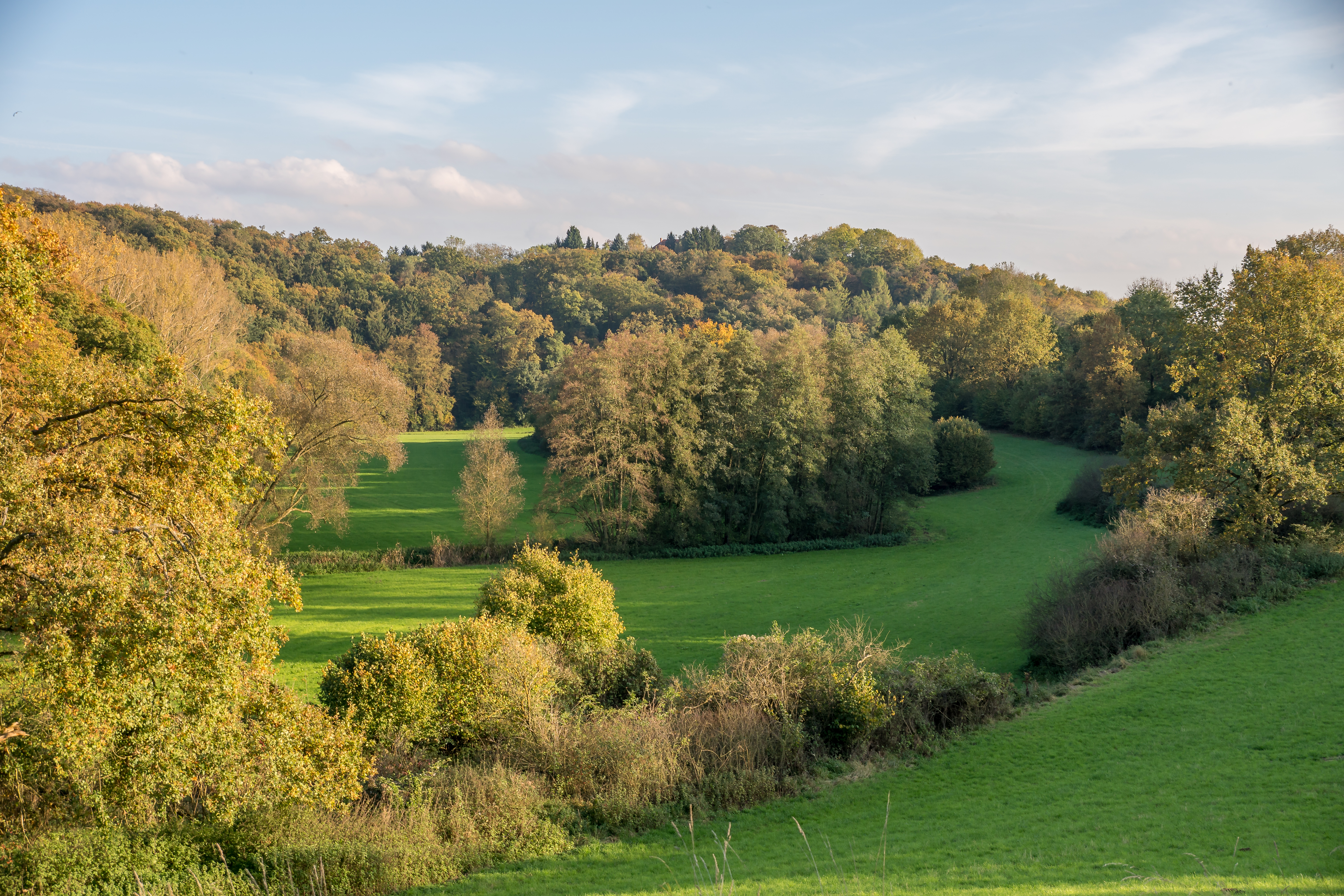
Blick über das Krebsbachtal

## Ökologie
Das ca. 2,5 km lange Krebsbachtal bei Kaichen bietet ein vielfältiges Spektrum an Nass- und Feuchtwiesen sowie Magerwiesen, Streuobstwiesen, Heckenzügen und Tümpeln. Auch der Mischwaldbestand des Hainwaldes gehört, zu einem Teil, mit zum Naturschutzgebiet. Insgesamt bietet das Krebsbachtal bei Kaichen, Lebensraum für viele seltene und unter Naturschutz stehende Tier- und Pflanzenarten.